# Riementang

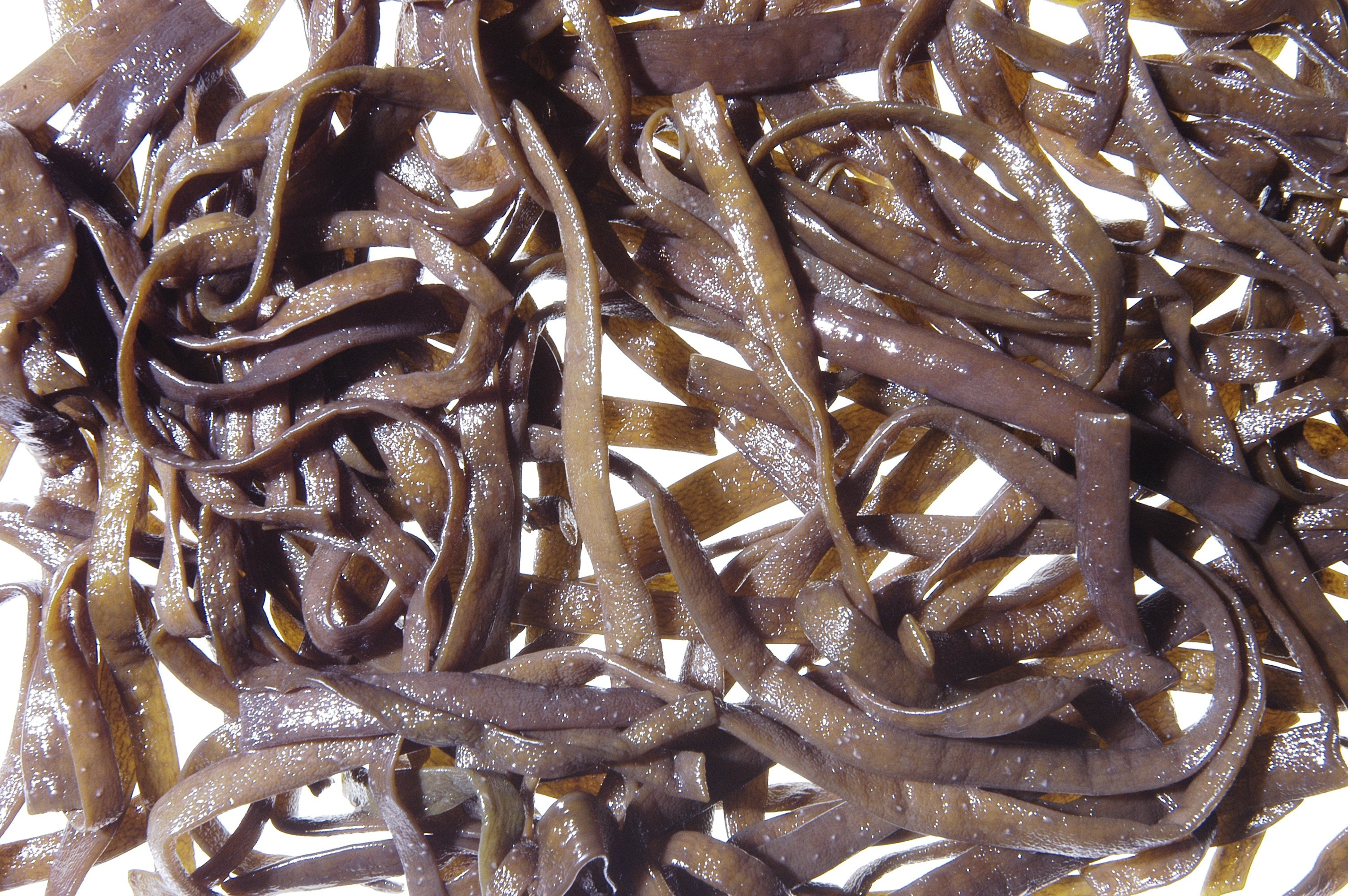
Riementang oder "Meeres-Spaghetti"

Flutender Riementang

Der Riementang (Himanthalia elongata) ist eine Braunalgenart aus der Ordnung der Fucales. Heimisch im Nordost-Atlantik, kommt er auch in Nordsee und Ostsee vor. Er wird in manchen Ländern als „Meeres-Spaghetti“ verzehrt.

## Beschreibung
Der Riementang ist auf dem Untergrund durch eine Haftscheibe verankert. Der olivbraune Thallus gliedert sich in zwei Teile: an der Basis befindet sich eine gestielte, knopf- bis becherförmige vegetative Struktur von etwa 2 bis 5 cm Höhe und Durchmesser. Aus deren Mitte entspringen bis zu vier sehr lange, schmale, riemenförmige Bänder, die sich mehrfach gabelig verzweigen. Sie erreichen eine Länge von 1 bis 2 (selten bis 3) m und eine Breite von 5 bis 10 mm.
Häufig findet man nur die abgerissenen Bänder verknäult am Strand angespült, was wohl zu dem englischen Namen Sea-Spaghetti (= Meeres-Spaghetti) geführt hat.

### Entwicklung
Der Riementang ist ein Diplont ohne Generationswechsel. Auf der Oberfläche der Thallusbänder sind die Fortpflanzungsorgane, punktförmige Konzeptakeln, unregelmäßig verteilt. Antheridien und Oogonien entstehen auf getrennten Exemplaren. Die Antheridien setzen bewegliche Spermatozoiden frei. Jedes Oogonium bildet nur eine Eizelle.
Nach der Befruchtung wächst die Zygote im Spätsommer zum „Napf“ heran. Im Winter, meist im Januar und Februar, beginnen daraus die fertilen Thallusbänder (Rezeptakeln) hervorzuwachsen und gabeln sich vier bis sechsmal. Später verlängern und verdicken sie sich lediglich, ohne sich erneut zu gabeln. Im Juli bis September erreichen sie die Fortpflanzungsreife.

## Vorkommen
Der Riementang ist im Nordostatlantik von Skandinavien (Färöer) bis nach Portugal und Spanien verbreitet. Er kommt auch in der Nordsee und Ostsee vor. Bei Helgoland ist er nur zeitweilig heimisch, er ist dort aber regelmäßig im Spätsommer nach Stürmen am Strand angespült zu finden.
Der Riementang besiedelt sanft abfallende Felsen in der unteren Gezeitenzone. Besonders an vor Brandung geschützten Stellen kann er in deutlichen Gürteln an der unteren Niedrigwasserlinie auftreten.

## Systematik
Die Erstbeschreibung des Riementangs erfolgte 1753 durch Carl von Linné unter dem Namen Fucus elongatus (In: Species Plantarum, Band 2, S. 1159). Samuel Frederick Gray stellte die Art 1821 in die Gattung Himanthalia Lyngbye (In: A natural arrangement of British plants, Band 1, S. 389.). Der Riementang ist die einzige Art dieser Gattung, die von Hans Christian Lyngbye 1819 aufgestellt worden war.
Synonyme für Himanthalia elongata (L.) S. F. Gray sind Fucus elongatus L., Fucus loreus L., Fucus pruniformis Gunnerus, Fucus tomentosus Huds., Funicularius tuberculatus Roussel, Himanthalia lorea (L.) Lyngbye, Spongia dichotoma Huds. und Ulva tomentosa (Huds.) de Candolle.
Himanthalia elongata gehört als einziger Vertreter zur Familie Himanthaliaceae (Kjellman) de Toni innerhalb der Ordnung der Fucales.

## Nutzung
In Frankreich und Irland wird der Riementang unter dem Namen „Meeres-Spaghetti“ oder „Meeresbohnen“ als Nahrungsmittel gehandelt. Dazu werden die Thallusbänder getrocknet, auf Fingergröße geschnitten und verpackt. Nach Einweichen in Wasser werden sie in Salaten verwendet. Der Geschmack wird als mild beschrieben.